# Gazdaságszociológia
A gazdaságszociológia ágazati vagy speciális szociológiákhoz tartozik. A szociológia a legtágabb értelemben a társas élet – egy egész egyedei közötti kapcsolatok és viszonyok – tudománya. Míg az emberre vonatkoztatott szociológia az emberközi kapcsolatokat és ennek eredményeit elemzi, addig a gazdaságszociológia a gazdálkodásban részvevők társas kapcsolatára és ennek gazdasági eredményeire koncentrál.
Az általános szociológia – a társadalomelmélet – a szociológiákon belül nem az emberközi kapcsolatok eredményeivel foglalkozik, hanem a szociális (társadalmi) dimenzió általános érvényű, axiomatikus, azaz széles tapasztalatok sarkigazságain nyugvó téziseit strukturálja és foglalja szisztémába, úgy, hogy a társadalom és egyáltalán a társas élet szerkezete és működése érthető legyen.”

## A gazdaságszociológia gyökerei
Ha azt vesszük figyelembe, hogy ki használta először a szociológia szót, akkor kétségtelen, hogy a szociológia atyja Auguste Comte. A 19. század harmincas éveiben alkotta meg ezt a szót. A szociológia a latin socius (társaság, közösség) és a görög logosz (a tudomány) szavak kombinációjából született. A társas kapcsolatok sajátosságai azonban már jóval Comte előtt foglalkoztatták az emberi elmét. A társadalomtudomány alapjait – amelynek egyik alkotó eleme a szociológia – Arisztotelész rakta le a Politika és a Nikomakhoszi Etika című műveiben, amelyek a politikai szociológia és az etika sajátosságaira mutatnak rá. Ezekből az alapokból fejlődött ki a gazdaságtan és a gazdaságszociológia (és ezen belül a gazdaságetika).
A szociológia klasszikusai (pl.Ferdinand Tönnies,
Émile Durkheim,Max Weber, Karl Marx Joseph A. SchumpeterTalcott Parsons) a szociológia feladatát a gazdasági tényezők társadalmi vonatkozásainak feltárásában és ezek ok és okozati összefüggésének magyarázatában látták. A legtöbb szociológiai mű főtémája a gazdaság és a gazdálkodás társadalmi vonatkozásainak taglalása, amelyek a kapitalista gazdasági és társadalmi rend sajtosságait veszik górcső alá. Ezekben a művekben a gazdasági tevékenység a társadalmi (szociális) kapcsolatok speciális megjelenési formájaként jut kifejezésre. Mondhatjuk, hogy a gazdaságszociológia, mint ágazati (speciális) szociológia, a szociológiával összefonódva egy időben fejlődött ki, a gazdaságszociológia szó használata nélkül.

## A gazdaságtan szakosodása
A huszadik század első felében elkezdődött a gazdaságtan szakosodása. Ez a folyamat Nyugaton alaposan elhúzódott a huszadik század második felébe. A gazdaságtan és a szociológia összefonódása megszűnt. A két diszciplína önálló tudományággá fejlődött. A szóhasználat alkalmazkodott ezekhez a változásokhoz. A gazdaságtanból képződött a gazdaságtudományok kifejezés. A gazdaságtudományok is szakosodtak. Így jött létre a népgazdaságtan és az üzemgazdaságtan. Az üzemgazdaságtan idővel vállalat-gazdaságtan nevet vette fel.
A szociológia szakosodása is feltartóztathatatlannak mutatkozott. A speciális (ágazati) szociológiák és a szociológia elméletek egyre nagyobb száma tudományos infláció benyomását keltheti. Az általános szociológia – a társadalomelmélet – jelentőségét az ún. empirikus szociológia és a demográfia háttérbe szorította.
A gazdaságtan szakosodásának mellékvonalában találhatók az államtudományok, a finánctudományok és a fináncszociológia.

## A gazdaságtudományok és gazdaságszociológia szétválásnak indokai
A specializálódás indokai két lényeges pontra irányulnak: 1. A gazdasági cselekvést (a gazdasági viselkedést) nem csupán a gazdaságtant érinti. A gazdasági viselkedés sokkal inkább, a társadalmi (szociális) viselkedés gazdaságot érintő megnyilvánulása. 2. A piac nem csupán gazdasági fogalom, hanem sokkal inkább szociológiai, a társadalmi viselkedés egyik intézményesített helye.
A szokványos gazdaságszociológiai látásmód alapját többnyire empirikus kutatások interpretációja jellemzi, amelyek nem követik a társadalomelmélet (az általános szociológia) fogalmainak szisztémáját. A társadalomelméleti gazdaságszociológia koncepciója Menyhay Imre tollából 2002-ben jelent meg az Akadémiai Kiadónál a Nyugat-magyarországi Egyetem tankönyve gyanánt.